# Colostygia costovata
Colostygia costovata är en fjärilsart som beskrevs av Barend J. Lempke 1950. Colostygia costovata ingår i släktet Colostygia och familjen mätare. Inga underarter finns listade i Catalogue of Life.